# Dirk Panter

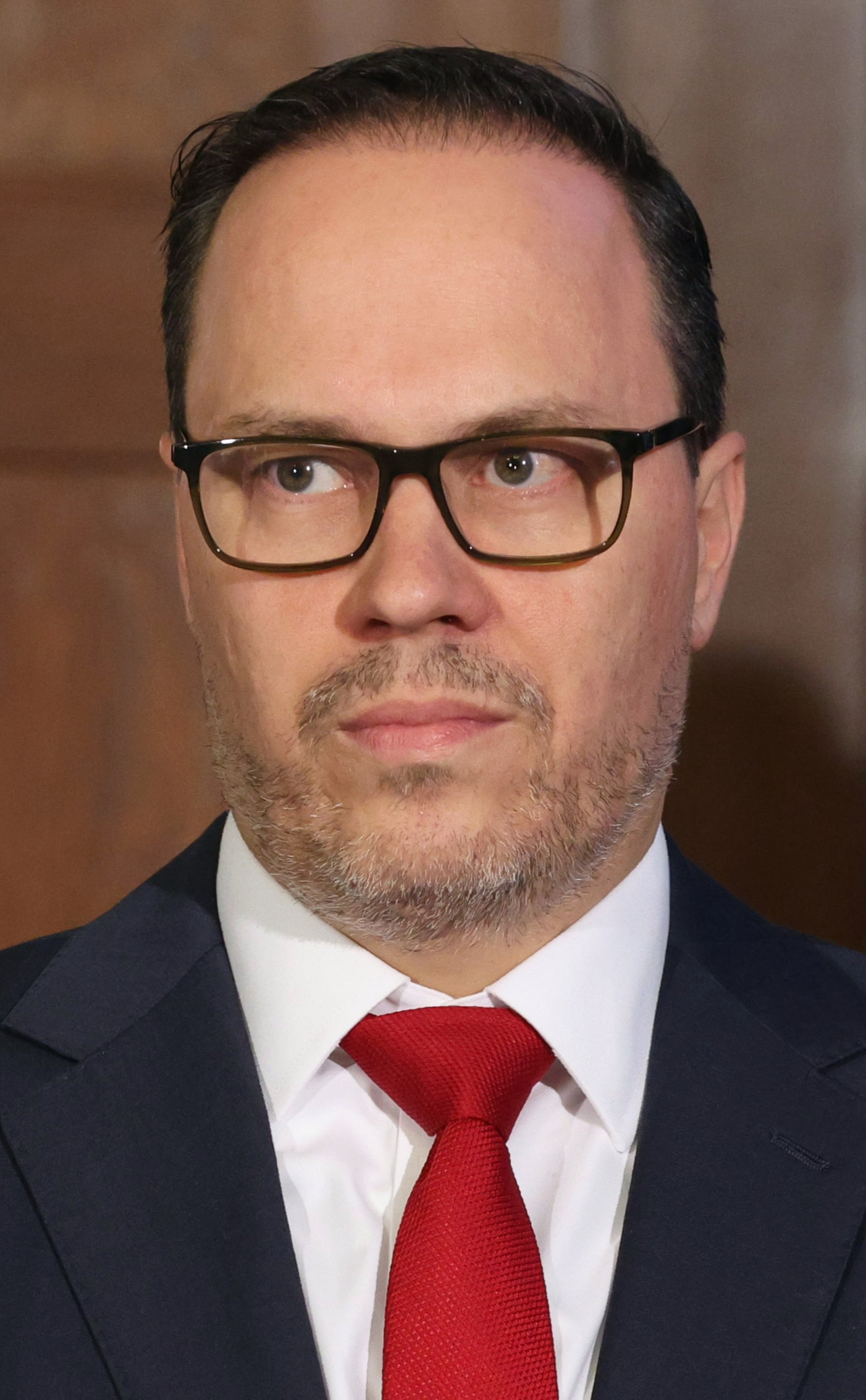
Dirk Panter, 2024

Dirk Matthias Panter (* 7. Februar 1974 in Achern) ist ein deutscher Politiker (SPD). Seit Dezember 2024 ist er sächsischer Staatsminister für Wirtschaft, Arbeit, Energie und Klimaschutz im Kabinett Kretschmer III. Seit 2009 ist er Mitglied des Sächsischen Landtag, von 2014 bis 2025 als Vorsitzender der dortigen SPD-Fraktion.

## Leben
Der in Achern in Baden-Württemberg geborene Panter wuchs in Oberachern auf und absolvierte von 1991 bis 1992 ein Auslandsjahr an der High School von Tupelo / Mississippi (USA). 1994/1995 verbrachte er ein Jahr in Paris und war dort unter anderem an der Université Paris IV im Bereich Frankreich-Studien eingeschrieben. 1995 begann er ein Studium der Politik- und Verwaltungswissenschaften an der Universität Leipzig. Im Rahmen dieses Studiums war er 1997/1998 zu einem achtmonatigen Arbeitsaufenthalt auf dem Umweltbildungszentrum PPLH in Seloliman (Indonesien). Im Wintersemester 1999/2000 absolvierte er ein Auslandssemester im Bereich Internationale Beziehungen an der Universität Utrecht. 2000 schloss er sein Studium als Verwaltungswissenschaftler mit Auszeichnung ab. Im Rahmen seines Studiums war er Stipendiat der Friedrich-Ebert-Stiftung.
Von Ende 2000 bis 2006 arbeitete er bei der Investmentbank JP Morgan in London, New York und Frankfurt am Main als Analyst und Associate. Im Rahmen seiner Tätigkeit erlangte er die Qualifikationen Investment Management Certificate und CFA. 
Panter lebt seit 1995 in Leipzig und hat zwei Kinder.

## Politik
Panter gehört seit 1997 der SPD an. Zunächst war er ehrenamtlich politisch bei den Jusos aktiv. Gemeinsam mit Mitstreitern war er an der Wiedergründung der Juso-Hochschulgruppe Leipzig beteiligt und wurde ihr erster Vorsitzender. Von 2006 bis zum Einzug in den Sächsischen Landtag 2009 bekleidete er das Amt des Landesgeschäftsführers der SPD Sachsen, von 2007 bis 2015 war er ehrenamtlich Generalsekretär der SPD Sachsen.

### Abgeordneter
Bei der Landtagswahl in Sachsen 2009 zog Panter über die Landesliste der SPD erstmals in den Sächsischen Landtag ein. Er war während der 5. Wahlperiode Mitglied im Haushalts- und Finanzausschuss, medienpolitischer, netzpolitischer und energiepolitischer Sprecher seiner Fraktion.
Ab der 6. Wahlperiode war er Sprecher für Haushalt und Finanzen sowie für Medienpolitik seiner Fraktion. Am 24. November 2014 wurde er zum Fraktionsvorsitzenden gewählt, als Nachfolger von Martin Dulig, der als Minister in die Sächsische Staatsregierung eingetreten war.
Nach der Sächsischen Landtagswahl 2019 wurde er von der Fraktion erneut als Vorsitzender gewählt. An den Koalitionsverhandlungen vor der Bildung der Kabinette Tillich III, sowie Kretschmer I und II war er als Mitglied des Verhandlungsteams der Sozialdemokratischen Partei (SPD) beteiligt.
Als Mitglied des Haushalts- und Finanzausschusses setzte Panter sich für langfristige, innovationsfördernde Maßnahmen, Finanzierungen insbesondere im sozialen und kulturellen Bereich und für die Reform der Schuldenbremse in Sachsen ein.
Zur Landtagswahl am 1. September 2024 trat Panter im Wahlkreis Leipzig 1 (Wahlkreis 25) sowie auf Listenplatz 6 der Landesliste der SPD Sachsen an. Er erzielte dabei einen Direktstimmenanteil von 7,9 Prozent, was den fünfthöchsten Direktstimmenanteil im Wahlkreis darstellte (nach Die Linke, CDU, Bündnis 90/Die Grünen und AfD); der Listenstimmenanteil für die SPD im Wahlkreis betrug 13,6 Prozent. Über die Landesliste zog Panter erneut in den Sächsischen Landtag ein. Am 4. September 2024 wurde Panter einstimmig als Fraktionsvorsitzender wiedergewählt. Am 9. Januar 2025 wurde er als Fraktionsvorsitzender von Henning Homann abgelöst.

### Mitglied der sächsischen Staatsregierung

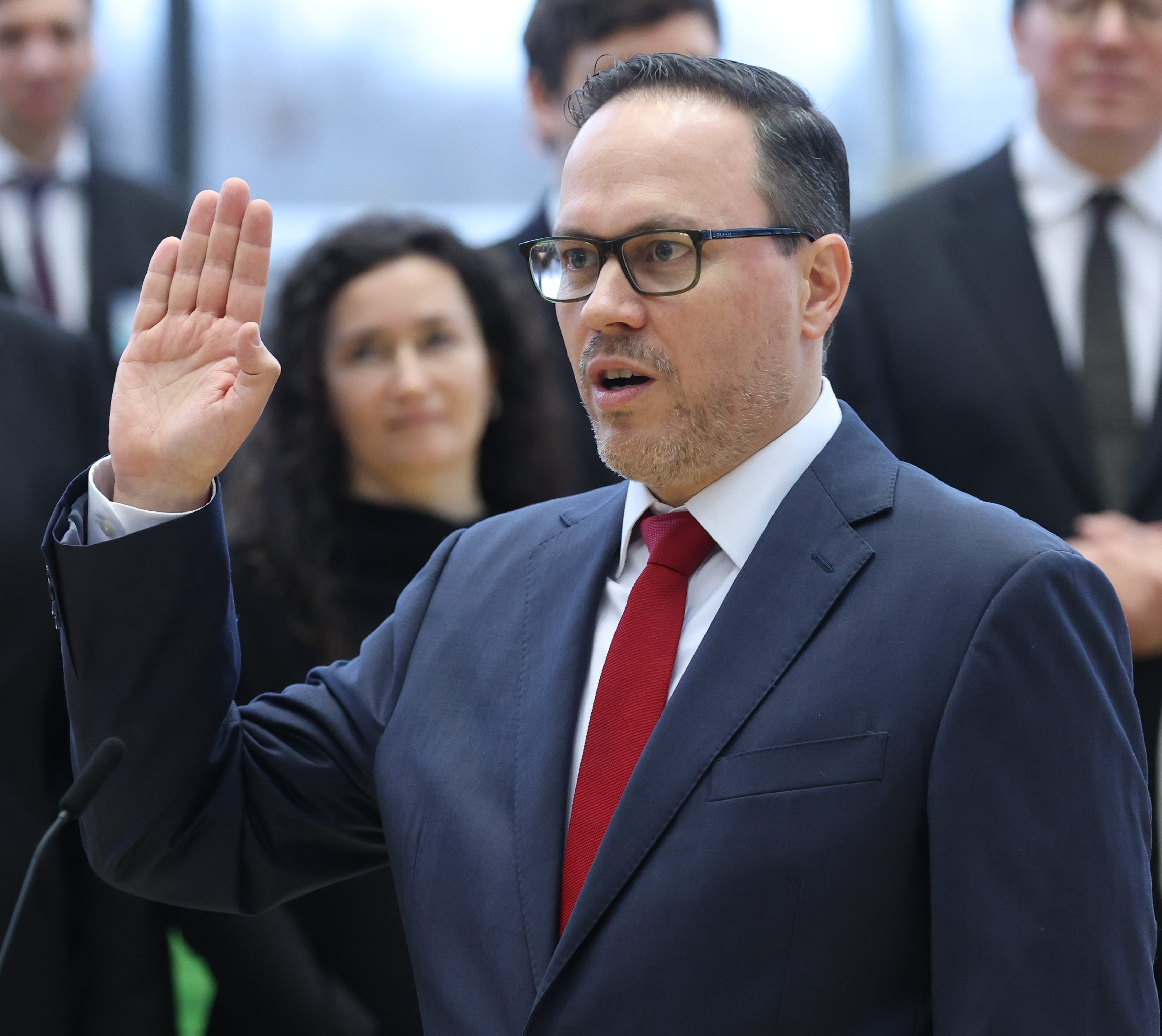
Panter bei seiner Vereidigung als Minister im Sächsischen Landtag (2024)

Am 19. Dezember 2024 wurde Panter von Ministerpräsident Michael Kretschmer zum Staatsminister für Wirtschaft, Arbeit, Energie und Klimaschutz im Kabinett Kretschmer III ernannt.

### Ehrenämter und Mitgliedschaften
Seit 2010 ist Panter Mitglied im Rundfunkrat des Mitteldeutschen Rundfunks (MDR), wo er seit 2015 den Haushaltsausschuss leitet. Er saß im Beirat der sächsischen Arbeiterwohlfahrt (AWO) und sitzt im Aufsichtsrat der Leipziger DOK-Filmwochen GmbH.
Panter ist Mitglied bei ver.di, SJ – Die Falken, im Herbert-Wehner-Bildungswerk Sachsen e. V. und im Verein der Ehemaligen der Friedrich-Ebert-Stiftung.